# Josida Sigeru
Josida Sigeru (吉田 茂; Hepburn: Shigeru Yoshida; 1878. szeptember 22. – 1967. október 20.) a 20. század egyik legellentmondásosabb japán politikai figurája, diplomata és külügyminiszter-helyettes az 1920-as–30-as években, a militarizmus időszakában. 1945-ben kis híján sikerült felváltania Tódzsó Hidekit, segített megszervezni Hirohito és MacArthur első találkozását. 1946-ban az akkori Liberális Párt elnöke és ekként miniszterelnök lett, majd 1948 és 1954 között még négyszer töltötte be ezt a posztot, átkalauzolva Japánt nemcsak az amerikai megszállás, hanem az újjáépítés, a nemzeti eszmélkedés megpróbáltatásain is. A „politikai opportunizmus bajnokának” köszönheti az ország nemcsak feltámadását, hanem gazdasági nagyhatalommá válását is. 1964-ben megkapta a legnagyobb állami kitüntetést, a Krizantém-rendet.
Autokrata egyéniségéről minden japán ismeri azt a két adomát, amikor egy pohár vízzel nyakon öntött egy szemtelen újságírót, illetve amikor egy okvetetlenkedő ellenzéki (szocialista) képviselőre ráordított: Bakajaró! (’te hülye’), amiért aztán kénytelen volt feloszlatni a parlamentet.

## Lásd még
- Amerikai–japán biztonsági egyezmény
- San Franciscó-i békeszerződés